# The Police Reunion Tour
The Police Reunion Tour – światowa trasa koncertowa grupy The Police, która odbyła się na przełomie 2007 i 2008 roku. W 2007 obejmowała 58 koncertów w Ameryce Północnej, 22 w Europie i 4 w Ameryce Południowej. W 2008 zespół dał 9 koncertów w Oceanii, 5 w Azji, 18 w Europie i 36 w Ameryce Północnej.

## Scena
Scena była dwupoziomowa, owalna. Znajdowało się na niej siedem ekranów LED – trzy z przodu sceny, dwa po bokach i dwa z tyłu. Ze względu na małą scenę w Woodlands i Marsylii ekrany nie były używane.

## Rozmieszczenie muzyków
Sting z gitarą basową znajdował się z prawej strony sceny. Gitarzysta Andy Summers znajdował się z lewej strony sceny. Perkusista Stewart Copeland znajdował się na środku sceny. Za Copelandem na platformie, która była podnoszona i opuszczana były ustawienia perkusyjne, składające się z kotłów, dostrojonych zestawów perkusyjnych, ksylofonów i gongów.

## Koncerty w 2007
Ameryka Północna – część 1
1. 28 maja 2007 – Vancouver, Kanada – General Motors Place
2. 29 maja 2007 – Vancouver, Kanada – General Motors Place
3. 2 czerwca 2007 – Edmonton, Kanada – Commonwealth Stadium
4. 6 czerwca 2007 – Seattle, USA – KeyArena
5. 7 czerwca 2007 – Seattle, USA – KeyArena
6. 9 czerwca 2007 – Denver, USA – Pepsi Center
7. 10 czerwca 2007 – Denver, USA – Pepsi Center
8. 13 czerwca 2007 – Oakland, USA –  McAfee Coliseum
9. 15 czerwca 2007 – Las Vegas, USA – MGM Grand Garden Arena
10. 16 czerwca 2007 – Manchester, USA – Bonnaroo Music Festival Arena
11. 18 czerwca 2007 – Phoenix, USA – US Airways Center
12. 20 czerwca 2007 – Los Angeles, USA – Staples Center
13. 21 czerwca 2007 – Anaheim, USA – Honda Center
14. 23 czerwca 2007 – Los Angeles, USA – Dodger Stadium
15. 26 czerwca 2007 – Dallas, USA – American Airlines Center
16. 27 czerwca 2007 – Dallas, USA – American Airlines Center
17. 29 czerwca 2007 – Houston, USA – Toyota Center
18. 30 czerwca 2007 – Nowy Orlean, USA – New Orleans Arena
19. 2 lipca 2007 – St. Louis, USA – Scottrade Center
20. 3 lipca 2007 – Saint Paul, USA – Xcel Energy Center
21. 5 lipca 2007 – Chicago, USA – Wrigley Field
22. 6 lipca 2007 – Chicago, USA – Wrigley Field
23. 7 lipca 2007 – East Rutherford, USA – Giants Stadium – Live Earth
24. 10 lipca 2007 – Miami, USA – Dolphin Stadium
25. 11 lipca 2007 – Tampa, USA – St. Pete Times Forum
26. 14 lipca 2007 – Louisville, USA – Churchill Downs
27. 16 lipca 2007 – Cleveland, USA – Quicken Loans Arena
28. 17 lipca 2007 – Detroit, USA – The Palace of Auburn Hills
29. 19 lipca 2007 – Filadelfia, USA – Citizens Bank Arena
30. 20 lipca 2007 – Hershey, USA – HersheyPark Stadium
31. 22 lipca 2007 – Toronto, Kanada – Air Canada Centre
32. 23 lipca 2007 – Toronto, Kanada – Air Canada Centre
33. 25 lipca 2007 – Montreal, Kanada – Centre Bell
34. 26 lipca 2007 – Montreal, Kanada – Bell Centre
35. 28 lipca 2007 – Boston, USA – Fenway Park
36. 29 lipca 2007 – Boston, USA – Fenway Park
37. 31 lipca 2007 – East Hartford, USA – Rentschler Field
38. 1 sierpnia 2007 – Nowy Jork, USA – Madison Square Garden
39. 3 sierpnia 2007 – Nowy Jork, USA – Madison Square Garden
40. 4 sierpnia 2007 – Baltimore, USA – Virgin Festival
41. 5 sierpnia 2007 – East Hartford, USA – Giants Stadium

Europa
1. 29 sierpnia 2007 – Sztokholm, Szwecja – Globen
2. 30 sierpnia 2007 – Sztokholm, Szwecja – Globen
3. 1 września 2007 – Aarhus, Dania – Vestereng
4. 4 września 2007 – Birmingham, Anglia – National Indoor Arena
5. 5 września 2007 – Birmingham, Anglia – National Indoor Arena
6. 8 września 2007 – Twickenham, Anglia – Twickenham Stadium
7. 9 września 2007 – Twickenham, Anglia – Twickenham Stadium
8. 11 września 2007 – Hamburg, Niemcy – HSH Nordbank Arena
9. 13 września 2007 – Amsterdam, Holandia – Amsterdam Arena
10. 14 września 2007 – Amsterdam, Holandia – Amsterdam Arena
11. 16 września 2007 – Genewa, Szwajcaria – Stade de Genève
12. 19 września 2007 – Wiedeń, Austria – Wiener Stadthalle
13. 22 września 2007 – Monachium, Niemcy – Stadion Olimpijski
14. 25 września 2007 – Lizbona, Portugalia – Estádio Nacional
15. 27 września 2007 – Barcelona, Hiszpania – Estadi Olímpic Lluís Companys
16. 29 września 2007 – Paryż, Francja – Stade de France
17. 30 września 2007 – Paryż, Francja – Stade de France
18. 2 października 2007 – Turyn, Włochy – Stadio delle Alpi
19. 6 października 2007 – Dublin, Irlandia – Croke Park
20. 8 października 2007 – Antwerpia, Belgia – Sportpaleis
21. 19 października 2007 – Cardiff, Walia – Millennium Stadium
22. 20 października 2007 – Londyn, Anglia – Wembley Arena

Ameryka Północna – część 2
1. 31 października 2007 – New York City, USA – Madison Square Garden
2. 2 listopada 2007 – New York City, USA – Madison Square Garden
3. 4 listopada 2007 – Atlantic City, USA – Boardwalk Hall
4. 5 listopada 2007 – Waszyngton, USA – Verizon Center
5. 6 listopada 2007 – Charlottesville, USA – John Paul Jones Arena
6. 8 listopada 2007 – Toronto, Kanada – Air Canada Centre
7. 9 listopada 2007 – Toronto, Kanada – Air Canada Centre
8. 11 listopada 2007 – Boston, USA – TD Banknorth Garden
9. 12 listopada 2007 – Montreal, Kanada – Bell Centre
10. 15 listopada 2007 – Charlotte, USA – Charlotte Bobcats Arena
11. 17 listopada 2007 – Atlanta, USA – Philips Arena
12. 18 listopada 2007 – Atlanta, USA – Philips Arena
13. 20 listopada 2007 – San Antonio, USA – AT&T Center
14. 24 listopada 2007 – Meksyk, Meksyk – Foro Sol
15. 27 listopada 2007 – Monterrey, Meksyk – Arena Monterrey
16. 28 listopada 2007 – Monterrey, Meksyk – Arena Monterrey

Ameryka Południowa
1. 1 grudnia 2007 – Buenos Aires, Argentyna – River Plate Stadium
2. 2 grudnia 2007 – Buenos Aires, Argentyna – River Plate Stadium
3. 5 grudnia 2007 – Santiago, Chile – Estadio Nacional de Chile
4. 8 grudnia 2007 – Rio de Janeiro, Brazylia – Maracanã

Ameryka Północna – część 3
1. 11 grudnia 2007 – San Juan, Puerto Rico – Coliseo de Puerto Rico

## Koncerty w 2008
Oceania
1. 17 stycznia 2008 – Wellington, Nowa Zelandia – Westpac Stadium
2. 19 stycznia 2008 – Auckland, Nowa Zelandia – Western Springs Stadium
3. 22 stycznia 2008 – Brisbane, Australia – Suncorp Stadium
4. 24 stycznia 2008 – Sydney, Australia – ANZ Stadium
5. 26 stycznia 2008 – Melbourne, Australia – Melbourne Cricket Ground
6. 28 stycznia 2008 – Adelaide, Australia – Adelaide Entertainment Centre
7. 29 stycznia 2008 – Adelaide, Australia – Adelaide Entertainment Centre
8. 1 lutego 2008 – Perth, Australia – Members Equity Stadium
9. 2 lutego 2008 – Perth, Australia – Members Equity Stadium

Azja
1. 4 lutego 2008 – Singapur – Singapore Indoor Stadium
2. 7 lutego 2008 – Cotai Strip, Makau – Venetian Arena
3. 10 lutego 2008 – Osaka, Japonia – Osaka Dome
4. 13 lutego 2008 – Tokio, Japonia – Tokyo Dome
5. 14 lutego 2008 – Tokio, Japonia – Tokyo Dome

Ameryka Północna – część 1
1. 16 lutego 2008 – Honolulu, USA – Neal S. Blaisdell Center
2. 17 lutego 2008 – Honolulu, USA – Neal S. Blaisdell Center
3. 1 maja 2008 – Ottawa, Kanada – Scotiabank Place
4. 3 maja 2008 – Buffalo, USA – HSBC Arena
5. 4 maja 2008 – Columbus, USA – Nationwide Arena
6. 10 maja 2008 – Rosemont, USA – Allstate Arena
7. 11 maja 2008 – Grand Rapids, USA – Van Andel Arena
8. 13 maja 2008 – Kansas City, USA – Sprint Center
9. 14 maja 2008 – Omaha, USA – Qwest Center
10. 16 maja 2008 – Orlando, USA – Amway Arena
11. 17 maja 2008 – West Palm Beach, USA – Cruzan Amphitheatre
12. 20 maja 2008 – The Woodland, USA – Cynthia Woods Michelle Pavilion
13. 21 maja 2008 – Dallas, USA – SuperPages.com Center
14. 23 maja 2008 – Las Vegas, USA – MGM Grand Garden Arena
15. 24 maja 2008 – Phoenix, USA – Cricket Wireless Pavillion
16. 26 maja 2008 – Chula Vista, USA – Coors Amphitheatre
17. 27 maja 2008 – Hollywood, USA – Hollywood Bowl
18. 28 maja 2008 – Hollywood, USA – Hollywood Bowl

Europa
1. 3 czerwca 2008 – Marsylia, Francja – Stade Vélodrome
2. 5 czerwca 2008 – Mannheim, Niemcy – SAP Arena
3. 7 czerwca 2008 – Werchter, Belgia – TW Classic
4. 8 czerwca 2008 – Düsseldorf, Niemcy – LTU Arena
5. 10 czerwca 2008 – Saint-Étienne, Francja – Stade Geoffroy-Guichard
6. 12 czerwca 2008 – Zurych, Szwajcaria – Hallenstadion
7. 15 czerwca 2008 – Isle of Wight, Anglia – Isle of Wight Festival
8. 17 czerwca 2008 – Manchester, Anglia – Manchester Evening News Arena
9. 18 czerwca 2008 – Manchester, Anglia – Manchester Evening News Arena
10. 20 czerwca 2008 – Belfast, Irlandia Północna – Stormont Castle
11. 22 czerwca 2008 – Mestre, Włochy – Heineken Jammin’ Festival
12. 24 czerwca 2008 – Belgrad, Serbia – Ušće
13. 26 czerwca 2008 – Chorzów, Polska – Stadion Śląski
14. 28 czerwca 2008 – Lipsk, Niemcy – Messehalle
15. 29 czerwca 2008 – Londyn, Anglia – Hyde Park Calling
16. 2 lipca 2008 – Walencja, Hiszpania – Estadio Ciudad de Valencia
17. 4 lipca 2008 – Bilbao, Hiszpania – Bilbao Live Festival
18. 5 lipca 2008 – Madryt, Hiszpania – Rock in Rio

Ameryka Północna – część 2
1. 11 lipca 2008 – Ridgefield, USA – The Amphitheater at Clark County
2. 12 lipca 2008 – George, USA – The Gorge Amphitheater
3. 14 lipca 2008 – Mountain View, USA – Shoreline Amphitheater
4. 16 lipca 2008 – Concord, USA – Sleep Train Pavillion
5. 17 lipca 2008 – Wheatland, USA – Sleep Train Amphitheatre
6. 19 lipca 2008 – West Valley City, USA – USANA Amphitheatre
7. 21 lipca 2008 – Morrison, USA – Red Rocks Amphitheatre
8. 22 lipca 2008 – Morrison, USA – Red Rocks Amphitheatre
9. 25 lipca 2008 – Milwaukee, USA – Marcus Amphitheater
10. 26 lipca 2008 – Clarkston, USA – DTE Energy Music Theater
11. 28 lipca 2008 – Burgettstown, USA – Post-Gazette Pavillion
12. 29 lipca 2008 – Filadelfia, USA – Wachovia Center
13. 31 lipca 2008 – Mansfield, USA – Comcast Center
14. 1 sierpnia 2008 – Saratoga Springs, USA – Saratoga Performings Arts Center
15. 3 sierpnia 2008 – Holmdel, USA – PNC Bank Arts Center
16. 4 sierpnia 2008 – Wantagh, USA – Nikon at Jones Beach Center
17. 5 sierpnia 2008 – Wantagh, USA – Nikon at Jones Beach Center
18. 7 sierpnia 2008 – Nowy Jork, USA – Madison Square Garden